# پوجا هگده
پوجا هگده (به انگلیسی: Pooja Hegde) (زاده ۱۳ اکتبر ۱۹۹۰) بازیگر، مدل هندی است.
از فیلم‌هایی که وی در آن نقش داشته‌است می‌توان به تپه مردگان اشاره کرد.

## فیلم‌شناسی
فهرست برخی از فیلم‌هایی که پوجا هگده در آنها به ایفای نقش پرداخته‌است:
- ماسک-۲۰۱۲
- برای یک دختر-۲۰۱۴
- موکوندا-۲۰۱۴
- تپه مردگان-۲۰۱۶
- دی جی-۲۰۱۷
- تئاتر-۲۰۱۸
- شاهد-۲۰۱۸
- آراویندا سامدا ویرا راگاوا-۲۰۱۸
- دانای کبیر-۲۰۱۹
- گادالاکندا گانش-۲۰۱۹
- خانه شلوغ ۴-۲۰۱۹
- جایی در ویکنتاپورام-۲۰۲۰
- مجرد جذاب-۲۰۲۱
- راده شیام-۲۰۲۲
- جانور-۲۰۲۲
- آچاریا-۲۰۲۲
- اف۳: تفریح و ناامیدی-۲۰۲۲
- سیرک-۲۰۲۲
- برادر کسی عشق کسی-۲۰۲۳